# Fumaria abyssinica
Fumaria abyssinica là một loài thực vật có hoa trong họ Anh túc. Loài này được Hammar mô tả khoa học đầu tiên năm 1858.